# Sweet Saraya
Julia Hamer-Bevis (Halifax, West Yorkshire; 19 de octubre de 1971) es una luchadora profesional británica retirada, más conocida por su nombre artístico Sweet Saraya.

## Vida privada
Está casada con Rick Knight, con quien tiene dos hijos, Saraya-Jade, conocida como Paige, y Zak Knight, y es madrastra de Roy Knight. En julio de 2012, Canal 4 produjo un documental sobre sus vidas titulado Luchando con mi familia.

## Campeonatos y logros
- Herts & Essex Wrestling
  - HEW Women's Championship (3 veces, actual)
- New Horizons Pro Wrestling
  - IndyGurlz Australia Championship (1 vez, actual)
- Queen of Chaos
- World Queens of Chaos Championship (1 vez)
- Premier Wrestling Federation
  - PWF Ladies Tag Team Championship (1 vez) — con Britani Knight
- Pro Wrestling Illustrated
  - Situada en el puesto N° 3 de las 50 mejores luchadoras femeninas en el PWI Female 50 en 2013
- Real Quality Wrestling
  - RQW Women's Championship (1 vez)
- Shimmer Women Athletes
  - Shimmer Championship (1 vez)
- World Association of Wrestling
  - WAWW British Championship (1 vez)